# Бабичев, Иван Филаретович
Иван Филаретович Бабичев (26 мая 1872, Полтавская губерния, Российская империя — 1952, Эфиопская империя) — российский офицер, авантюрист, переселившийся в Эфиопию (Абиссинию) и достигший там высокого положения.

## Биография
Родился в семье титулярного советника Полтавской губернии, учился в ровненском духовном училище и елисаветградском кавалерийском юнкерском училище. Затем он поступил вольноопределяющимся II разряда в 25-й драгунский Казанский полк, где служил с 15 августа 1890 года по 15 декабря 1893 года. После этого он был произведен в корнеты и продолжил службу в том же полку.
В 1896 году во время отпуска прибыл в Джибути и начал переговоры с султаном Рахейты, владения которого находились под протекторатом Франции, переговоры об уступке этой территории России. Французские власти, узнав об этом, пожаловались на такие действия российского подданного российскому послу в Париже. На запрос по этому поводу российского министра иностранных дел М. Муравьёва военному министру П. Ванновскому последний 21 февраля 1897 года ответил так:

По поводу деятельности корнета Бабичева на африканском берегу Красного моря, имею честь сообщить Вашему Сиятельству (МИД), что означенный офицер может быть востребован обратно в Россию лично при посредстве чинов управляемого Вами Министерства (МИД). При сем имею честь присовокупить, что корнет Бабичев, по имеющимся здесь частным о нем сведениям, признавался своими сослуживцами по полку ненормальным (авантюристом) в умственном отношении и предпринял свою поездку в Африку совершенно произвольно.

29 октября 1897 года Ванновский вновь писал Муравьёву о Бабичеве, который к тому времени вернулся в Россию:

Офицер этот обратился с рапортом в главное артиллерийское управление по уполномочению, как он заявляет, господина Леонтьева, с ходатайством об отпуске пороха и других предметов в дополнение к предметам вооружения для Абиссинского правительства. После доклада мне ходатайства поручика Бабичева я приказал не входить с ним в отношения, усматривая между тем, что, по-видимому, поручик Бабичев, входя в соглашение с господином Леонтьевым, имеет в виду продолжать в Африке свою деятельность, оказывающуюся ранее столь легкомысленной. Прошу Ваше сиятельство уведомить меня, не признаете ли Вы нужным принять относительно поручика Бабичева каких-либо мер, которые помешали бы ему снова предпринять на африканском побережье что-либо вредное нашим интересам.

Дело дошло до императора Николая II, о чём 3 ноября 1897 года Муравьёв написал Ванновскому:

Касательно намерения поручика Бабичева взять на себя по уполномочению будто бы господина Леонтьева доставку в Абиссинию пороха и другие предметы вооружения, имею честь уведомить Вас, что Государь Император соизволил воспретить Бабичеву поехать в Абиссинию даже по собственному желанию.

В результате у Бабичева отобрали заграничный паспорт и взяли с него подписку о невыезде за пределы России. После этого Бабичев уволился из армии в запас и обратился с докладною запиской, «в коей просит выдать ему копию указанного высочайшего повеления и уведомить департамент полиции, что ему воспрещен выезд в Абиссинию, но не вообще за границу». 26 февраля 1898 года он добился разрешения императора принять и носить пожалованный ему абиссинский орден Печати Соломона 3 степени.
Бабичев поселился в Одессе и начал работать на Леонтьева, главного поставщика оружия и боеприпасов из России в Эфиопию. Из Одессы он направил в МИД несколько телеграмм с просьбой об отмене запрета на выезд за границу, но лишь 14 апреля 1898 г. Бабичев получил заграничный паспорт, дав до этого, 25 февраля 1898 года, подписку следующего содержания: «…я, нижеподписавшийся, даю сию подписку в том, что, в виду объявленного мне высочайшего повеления о воспрещении мне, И. Бабичеву, выезда в Абиссинию, обязуюсь в случае выезда моего за границу не вступать в пределы Абиссинии, а равно и в смежные с нею владения, вперед до получения на сие разрешения установленным порядком». После этого Бабичев уехал во Францию, откуда вопреки запрету вернулся в Абиссинию.
Затем он, исполняя распоряжение дипломатической миссии России, которая сумела убедить эфиопские власти в необходимости выслать Бабичева, уехал из Эфиопии и некоторое время жил в Джибути, где служил в компании по эксплуатации экваториальных провинций Эфиопии. После этого, вопреки запрету, Бабичев вновь возвратился в Эфиопию и был приглашен на службу императором Менеликом II (скорее всего по ходатайству Леонтьева). Бабичеву подарили имение и назначили ответственным за строительство дорог и других технических сооружений. Потом Менелик II стал доверять Бабичеву и другие поручения.
Лишь в мае 1904 года Николай II снял с Бабичева запрещение на пребывание в Эфиопии. В октябре 1905 года Бабичев прибыл в Россию как представитель императора Менелика II и стал добиваться разрешения продать ему 20 тысяч трехлинейных винтовок, находившихся в Маньчжурии и пришедших после русско-японской войны в негодность, с тем, чтобы отремонтировать их и поставить в Эфиопию. Этого разрешения он так и не добился, после чего вернулся в Эфиопию.
Там Бабичев женился на эфиопской красавице Текабеч Вольде Цадик, от которой у него родились три дочери — Елена, Соня и Маруся — и два сына — Михаил и Виктор. Вместе с семьей Бабичев поселился вблизи города Дебре Зейт (ныне Бышофту) в 60 км от Аддис-Абебы, где он получил земельный участок.
Самым знаменитым стал старший сын Ивана Бабичева, Михаил Бабичев, которого в народе звали «Мишка». Он стал создателем эфиопских ВВС и дипломатом.